# Міхінтале (підрозділ окружного секретаріату)
Підрозділ окружного секретаріату Міхінтале — підрозділ окружного секретаріату округу Анурадхапура, Північно-Центральна провінція, Шрі-Ланка. Складається з 25 Грама Ніладхарі.